# Abel
Abel (ebrejsko הֶבֶל / הָבֶל, standardno hebrejsko Hével / Hável, tiberijsko hebrejsko Héḇel / Hāḇel; arabsko هابيل Hābīl) je biblijska oseba; drugi sin bibličnih oseb Adama in Eve.
Z bratom Kajnom sta darovala Bogu, a ker je ta sprejel Abelovo daritev, ga je Kajn ubil. V Novi zavezi opisan kot 1. mučenec za pravičnost. Abel simbolizira žrtev, ki živi le zato, da bo žrtvovana. Spopad med Abelom in Kajnom se v krščanskem svetu razlaga kot začetek boja človek proti človeku.